# Agatha Awards
O Agatha Awards é um prêmio literário para autores de romances de mistério e crime que escrevam no estilo de Agatha Christie  (i.e., em que cada livro a história se encerre, sem sexo ou violência, tendo detetives amadores como personagem).
Numa convenção anual realizada em Washington, D.C. o Agatha Awards é entregue pela Malice Domestic Ltd, em cinco categorias: Melhor romance, Melhor romance de estreia, Melhor conto (história curta), Melhor não-ficção e Melhor mistério infanto-juvenil. Adicionalmente, em alguns anos, é concedido o Poirot Award pelo mérito individual para escritores que tenham contribuído para o gênero de mistério, mas não é uma premiação anual.
A Malice Domestic Ltd foi criada em 1989, e tornou-se uma corporação em 1992. É dirigida por um grupo de voluntários.

## Prêmios
Vencedores e principais indicados em cada ano.

### Melhor romance de estreia
2016 - Cynthia Kuhn, The Semester of Our Discontent
- Marla Cooper, Terror in Taffeta
- Alexia Gordon, Murder in G Major
- Nadine Nettmann, Decanting a Murder
- Renee Patrick, Design for Dying

2015 - Art Taylor, On the Road with Del and Louise
- Tessa Arlen, Death of a Dishonorable Gentleman
- Cindy Brown, Macdeath
- Ellen Byron, Plantation Shudders
- Julianne Holmes, Just Killing Time

2014 - Terrie Farley Moran, Well Read, Then Dead
- Annette Dashoffy, Circle of Influence
- Sherry Harris, Tagged for Death
- Susan O'Brien, Finding Sky
- Tracy Weber, Murder Strikes a Pose

2013 - Leslie Budewitz, Death Al Dente
- Shelley Costa, You Cannoli Die Once
- Kendel Lynn, Board Stiff
- Liz Mugavero, Kneading to Die
- LynDee Walker, Front Page Fatality

2012 – Susan M. Boyer, Lowcountry Boil
- Duffy Brown, Iced Chiffon
- Mollie Cox Bryan, A Scrapbook of Secrets
- Erika Chase, A Killer Read
- Stephanie Jaye Evans, Faithful Unto Death

2011 – Sara J. Henry, Learning to Swim
- Janet Bolin, Dire Threads
- Kaye George, Choke
- Rochelle Staab, Who Do, Voodoo?
- Kari Lee Townsend, Tempest in the Tea Leaves

2010 – Avery Aames, The Long Quiche Goodbye
- Laura Alden, Murder at the PTA
- Deborah Blum, The Poisoner's Handbook (Penguin Press), finalist
- Amanda Flower, Maid of Murder
- Sasscer Hill, Full Mortality
- Alan Orloff, Diamonds for the Dead

2009 – Alan Bradley, The Sweetness at the Bottom of the Pie (Delacorte Press)
- Lisa Bork, For Better, for Murder (Midnight Ink)
- Meredith Cole, Posed for Murder (St Martins Minotaur)
- Elizabeth J. Duncan, The Cold Light of Mourning (St. Martin's Press)
- Stefanie Pintoff, In the Shadow of Gotham (Minotaur Books)

2008 - G.M. Malliet, Death of a Cozy Writer (Midnight Ink)
- Sarah Atwell, Through a Glass, Deadly (Berkley Trade)
- Krista Davis, The Diva Runs Out of Thyme (Penguin Group)
- Rosemary Harris, Pushing Up Daisies (Minotaur Books)
- Joanna Campbell Slan, Paper, Scissors, Death (Midnight Ink)

2007 - Hank Phillippi Ryan, Prime Time (Harlequin)
- Charles Finch, A Beautiful Blue Death (St. Martin's Minotaur)
- Beth Groundwater, A Real Basket Case (Five Star Mystery)
- Deanna Raybourn, Silent in the Grave (Mira)

2006 - Sandra Parshall, The Heat of the Moon (Poisoned Pen Press)
- Jane Cleland, Consigned to Death (St. Martin's Minotaur)
- Honora Finkelstein and Susan Smily, The Chef Who Died Sauteing (Hilliard & Harris)
- Hailey Lind, Feint of Art (Signet)
- Karen MacInerney, Murder on the Rocks (Midnight Ink)

2005 - Laura Durham, Better Off Wed (HarperCollins Publishers)
- Laura Bradford, Jury of One (Hilliard & Harris)
- Shirley Damsgaard, Witch Way to Murder (Avon Books)
- Maggie Sefton, Knit One, Kill Two (Berkley Publishing Group)
- Lisa Tillman, Blood Relations (Hilliard & Harris)

2004 - Harley Jane Kozak, Dating Dead Men (Doubleday)
- Judy Clemens, Till the Cows Come Home (Poisoned Pen Press)
- Patricia Harwin, Arson and Old Lace (Pocket Books)
- Dorothy Salisbury Davis and Jerome Ross, God Speed the Night
- Susan Kandel, I Dreamed I Married Perry Mason (HarperCollins)
- Pari Noskin Taichert, The Clovis Incident: A Mystery (University of New Mexico Press)

2003 - Jacqueline Winspear, Maisie Dobbs (Soho Press Inc.)
- Elaine Flinn, Dealing in Murder (Avon)
- Erin Hart, The Haunted Ground (Scribner)
- S.W. Hubbard, Take the Bait (Pocket)
- Maddy Hunter, Alpine for You (Pocket)
- Joyce Kreig, Murder off Mike (St. Martin's Minotaur)
- Sarah Stewart Taylor, O’ Artful Death (St. Martin's Press)

2002 - Julia Spencer-Fleming, In the Bleak Midwinter (St. Martin's Minotaur)
- Pip Granger, Not All Tarts Are Apple (Poisoned Pen Press)
- Roberta Isleib, Six Strokes Under (Berkley)
- Claire M. Johnson, Beat Until Stiff (Poisoned Pen Press)
- Nancy Martin, How to Murder a Millionaire (Signet)
- Lea Wait, Shadows at the Fair (Scribner)

2001 - Sarah Strohmeyer, Bubbles Unbound (Dutton)
- Tim Myer, Innkeeping with Murder (Berkley)
- Charles O'Brien, Mute Witness (Poisoned Pen Press)
- Andy Straka, A Witness Above (Signet)

2000 - Rosemary Stevens, Death on a Silver Tray (Berkley Prime Crime)
- Julie W. Herman, Three Dirty Women and the Garden of Death (Overmountain Press)
- Irene Marcuse, Death of an Amiable Child (Walker & Company)
- Denise Swanson, Murder of a Small Town Honey (Signet)

1999 - Donna Andrews, Murder with Peacocks (Thomas Dunne Books)
- April Henry, Circles of Confusion (HarperTorch)
- Kris Neri, Revenge of the Gypsy Queen (Rainbow Books)
- Elena Santangelo, By Blood Possessed (St. Martin's Minotaur)
- Marcia Talley, Sing It to Her Bones (Dell)

1998 - Robin Hathaway, The Doctor Digs a Grave (St. Martin's Minotaur)
- Jerrilyn Farmer, Sympathy for the Devil (Avon)
- Jacqueline Fiedler, Tiger's Palette (Pocket)
- Judy Fitzwater, Dying to Get Published (Fawcett)
- Sharon Kahn, Fax Me a Bagel (Scribner)

1997 - Sujata Massey, The Salaryman's Wife (HarperCollins)
- Joanne Dobson, Quieter Than Sleep (Doubleday)
- Phyllis Richman, The Butter Did It (HarperCollins)
- Penny Warner, Dead Body Language (Bantam)
- Barbara Jaye Wilson, Death Brims Over (Avon)

1996 - Anne George, Murder on a Girl's Night Out (Avon Books)
- Dale Furutani, Death in Little Tokyo : A Ken Tanaka Mystery (St. Martin’s)
- Terris Grimes, Somebody Else's Child (Onyx Books)
- Teri Holbrook, The Grass Widow (Bantam Books)
- Margaret K. Lawrence, Hearts and Bone: A Novel of Historical Suspense (Avon Books)
- Lillian M. Roberts, Riding for a Fall (Gold Medal)

1995 - Jeanne M. Dams, The Body in the Transept (Walker)
- Teri Holbrook, A Far and Deadly Cry
- Jody Jaffe, Horse of a Different Killer
- Virginia Lanier, Death in Bloodhound Red
- Martha C. Lawrence, Murder in Scorpio

1994 - Jeff Abbott, Do Unto Others (Ballantine)
- Janet Evanovich, One for the Money (Scribner)
- Earlene Fowler, Fool's Puzzle
- Barbara Burnett Smith, Writers of the Purple Sage
- Polly Whitney, Until Death

1993 - Nevada Barr, Track of the Cat (Putnam)
- Jan Burke, Goodnight, Irene
- Deborah Crombie, A Share in Death
- Sharan Newman, Death Comes as Ephiphany
- Abigail Padgett, Child of Silence

1992 - Barbara Neely, Blanche on the Lam (St. Martin's Press)
- Deborah Adams, All the Great Pretenders
- Susan Wittig Albert, Thyme of Death
- Carol Higgins Clark, Decked
- Miriam Grace Monfredo, Seneca Falls Inheritance

1991 - Mary Willis Walker, Zero at the Bone (St. Martin's Press)
- Mary Cahill, Carpool
- Mary Daheim, Just Desserts
- Rebecca Rothenberg, The Bulrush Murders
- Ann Williams, Flowers for the Dead

1990 - Katherine Hall Page, The Body in the Belfry (St. Martin's Press)
- Pat Burden, Screaming Bones
- Diane Mott Davidson, Catering to Nobody
- William F. Love, The Chartreuse Clue
- Janet L. Smith, Sea of Troubles

1989 - Jill Churchill, Grime and Punishment (Avon Books)
- Eleanor Boylan, Working Murder
- Frances Fyfield, A Question of Guilt
- Melanie Johnson Howe, The Mother Shadow
- Edith Skom, The Mark Twain Murders

1988 - Elizabeth George, A Great Deliverance (Bantam Books)
- Caroline Graham, The Killings at Badger's Drift
- Corinne Sawyer, The J. Alfred Prufrock Murders
- Susannah Stacey, Goodbye Nanny Grey
- Dorothy Sucher, Dead Men Don't Give Seminars

### Melhor romance
2008 - Louise Penny, The Cruelest Month (Minotaur Books)
- Donna Andrews, Six Geese A-Slaying (Minotaur Books)
- Rhys Bowen, A Royal Pain (Penguin Group)
- Anne Perry, Buckingham Palace Gardens (Random)
- Julia Spencer-Fleming, I Shall Not Want (Minotaur Books)

2007 - Louise Penny, A Fatal Grace (St. Martin's Minotaur)
- Donna Andrews, The Penguin Who Knew Too Much (St. Martin's Minotaur)
- Rhys Bowen, Her Royal Spyness (Penguin Group)
- Margaret Maron, Hard Row (Grand Central Publishing)
- Elaine Viets, Murder with Reservations (NAL)

2006 - Nancy Pickard, The Virgin of Small Plains (Random House)
- Earlene Fowler, The Saddlemaker's Wife
- L. C. Hayden, Why Casey Had to Die
- Nancy Pickard, The Virgin of Small Plains
- Julia Spencer-Fleming, All Mortal Flesh
- Jacqueline Winspear, Messenger of Truth

2005 - Katherine Hall Page, The Body in the Snowdrift (William Morrow)
- Donna Andrews, Owls Well That Ends Well (St. Martin's Minotaur)
- Margaret Maron, Rituals of the Season(Mysterious Press & Warner Books)
- Pari Noskin Taichert, The Belen Hitch (University of NM Press)
- Heather Webber, Trouble in Spades (Avon/HarperCollins Publishers)
- Jacqueline Winspear, Pardonable Lies (Henry Holt Books)

2004 - Jacqueline Winspear, Birds of a Feather (Soho Press)
- Donna Andrews, We'll Always Have Parrots (Thomas Dunne Books)
- Laura Lippman, By a Spider's Thread (HarperCollins)
- Margaret Maron, High Country Fall (Mysterious Press)
- Sujata Massey, The Pearl Diver (HarperCollins)

2003 - Carolyn Hart, Letter From Home (Berkley Prime Crime)
- Donna Andrews, Crouching Buzzard, Leaping Loon (St. Martin’s Minotaur)
- Jerrilyn Farmer, Mumbo Gumbo (William Morrow & Company)
- Rochelle Krich, Dream House (Ballantine Books)
- Margaret Maron, Last Lessons of Summer (Mysterious Press)
- Elaine Viets, Shop till You Drop (Signet)

2002 - Donna Andrews, You've Got Murder (Berkley Prime Crime)
- Rhys Bowen, Death of Riley (St. Martin's Minotaur)
- Rochelle Krich, Blues in the Night (Ballantine)
- Katherine Hall Page, The Body in the Bonfire (Morrow)
- Elizabeth Peters, The Golden One (Morrow)

2001 - Rhys Bowen, Murphy's Law (St Martin's Minotaur)
- Earlene Fowler, Arkansas Traveler (Berkley)
- Charlaine Harris, Dead Until Dark (Ace)
- Rochelle Krich, Shadows of Sin (Avon)
- Sujata Massey, The Bride's Kimono (HarperCollins);

2000 - Margaret Maron, Storm Track (Mysterious Press)
- Taffy Cannon, Guns and Roses
- Jerrilyn Farmer, Killer Wedding
- Sujata Massey, The Floating Girl
- Elizabeth Peters, He Shall Thunder in the Sky

1999 - Earlene Fowler, Mariner's Compass (Berkley Publishing Group)
- Jerrilyn Farmer, Immaculate Reception (Avon)
- Carolyn Hart, Death on the River Walk (Avon)
- Laura LippmanIn Big Trouble (Avon)
- Sujata Massey The Flower Master (HarperCollins)

1998 - Laura Lippman, Butchers Hill (Avon Books)
- Jan Burke, Liar (Simon & Schuster)
- Earlene Fowler, Dove in the Window (Berkley)
- Virginia Lanier, Blind Bloodhound Justice (Harper Collins)
- Margaret Maron, Home Fires (Mysterious Press)
- Elizabeth Peters, The Ape Who Guards the Balance (Avon)

1997 - Kate Ross, The Devil In Music (Viking)
- Jan Burke, Hocus (Simon & Schuster)
- Deborah Crombie, Dreaming of the Bones (Scribner)
- Earlene Fowler, Goose in a Pond (Berkley)
- Elizabeth Peters, Seeing a Large Cat (Warner)

1996 - Margaret Maron, Up Jumps The Devil (Mysterious Press)
- Earlene Fowler, Kansas Troubles (a Benni Harper Mystery) (Berkley)
- Sharan Newman, Strong as Death (Forge)

1995 - Sharyn McCrumb, If I'd Killed Him When I Met Him (Ballantine)
- Joan Hess, Miracles in Maggody
- Sharan Newman, The Wandering Arm
- Nancy Pickard, Twilight
- Walter Satterthwait, Escapade

1994 - Sharyn McCrumb, She Walks These Hills (Scribner)
- Carolyn G. Hart, Scandal in Fair Haven
- Laurie R. King, The Beekeeper's Apprentice
- Rochelle Majer Krich, Angel of Death
- Elizabeth Peters, Night Train to Memphis

1993 - Carolyn Hart, Dead Man's Island (Bantam)
- Aaron Elkins, Old Scores
- Joan Hess, O Little Town of Maggody
- Rochele Majer Krich, Fair Game
- Margaret Maron, Southern Discomfort
- Kathy Hogan Trocheck, To Live and Die in Dixie

1992 - Margaret Maron, Bootlegger's Daughter (Mysterious Press)
- Carolyn G. Hart, Southern Ghost
- Sharyn McCrumb, The Hangman's Beautiful Daughter
- Anne Perry, Defend and Betray
- Elizabeth Peters, The Snake, the Crocodile, and the Dog

1991 - Nancy Pickard, I.O.U. (Pocket)
- Aaron Elkins, Make No Bones (Mysterious Press)
- Carolyn G. Hart, The Christie Caper (Bantam)
- Charlotte MacLeod, An Owl Too Many (Mysterious Press)
- Elizabeth Peters, The Last Camel Died at Noon (Warner)

1990 - Nancy Pickard, Bum Steer (Pocket)
- Charlaine Harris, Real Murders
- Carolyn G. Hart, Deadly Valentine
- Anne Perry, The Face of a Stranger
- Ellis Peters, The Potter's Field

1989 - Elizabeth Peters, Naked Once More (Warner)
- Sarah Caudwell, The Siren Sang of Murder
- Carolyn G. Hart, A Little Class on Murder
- Margaret Maron, Corpus Christmas
- Gillian Roberts, Philly Stakes

1988 - Carolyn G. Hart, Something Wicked (Bantam)
- Dorothy Cannell, The Widow's Club
- Joan Hess, Mischief in Maggody
- Sharyn McCrumb, Paying the Piper
- Nancy Pickard, Dead Crazy

### Melhor não-ficção
2008 - Kathy Lynn Emerson, How to Write Killer Historical Mysteries (Perseverance Press)
- Frankie Y. Bailey, African American Mystery Writers: A Historical & Thematic Study (McFarland & Co.)
- Jeff Marks, Anthony Boucher: A Biobibliography (McFarland & Co.)
- Dr. Harry Lee Poe, Edgar Allan Poe: An Illustrated Companion to His Tell-Tale Stories (Metro Books)
- Kate Summerscale, The Suspicions of Mr. Whitcher, or The Murder at Road Hill House (Walker & Co.)

2007 - Jon Lellenberg, Daniel Stashower e Charles Foley, Arthur Conan Doyle: A Life in Letters (Penguin Press)
- Penny Warner, The Official Nancy Drew Handbook (Quirck Productions)

2006 - Chris Roerden, Don't Murder Your Mystery (Bella Rosa Books)
- Jim Huang and Austin Lugar, Mystery Muses (The Crum Creek Press)
- Daniel Stashower, The Beautiful Cigar Girl (Dutton)

2005 - Melanie Rehak, Girl Sleuth: Nancy Drew and the Women Who Created Her (Harcourt)
- Stuart Kaminsky, Behind the Mystery—Top Mystery Writers (Hothouse Press)
- Marvin Lachman, The Heirs of Anthony Boucher (Poisoned Pen Press)
- Leslie S. Klinger, The New Annotated Sherlock Holmes (W.W. Norton)

2004 - Jack French, Private Eye-Lashes: Radio’s Lady Detectives (Bear Manor Media)
- Leslie Klinger (editor), The New Annotated Sherlock Holmes: The Complete Short Stories (W.W. Norton & Company)

2003 - Elizabeth Peters e Kristen Whitbread (editores) e Dennis Forbes (ilustrador), Amelia Peabody's Egypt: A Compendium (William Morrow & Company)
- Colleen A. Barnett, Mystery Women: An Encyclopedia of Leading Women Characters in Mystery Fiction, Volume 3 (Parts 1 & 2) (Poisoned Pen Press)
- Jo Grossman e Robert Weibezahl (editores), A Second Helping of Murder: More Diabolically Delicious Recipes from Contemporary Mystery Writers (Poisoned Pen Press)
- Jeffrey Marks, Atomic Renaissance: Women Mystery Writers of the 1940s and 1950s (Delphi Books)

2002 - Jim Huang (editor), They Died in Vain: Overlooked, Underappreciated, and Forgotten Mystery Novels (Crum Creek Press)
- Mike Ashley (editor), The Mammoth Encyclopedia of Modern Crime Fiction (Avalon Publishing Group)
- Colleen Barnett, Mystery Women: An Encyclopedia of Leading Women Characters in Mystery Fiction (Poisoned Pen Press)
- Mary Higgins Clark, Kitchen Privileges: A Memoir (Simon and Schuster)
- Sue Grafton (editora) com Jan Burke e Barry Zeman, Writing Mysteries: A Handbook by the Mystery Writers of America (Writer's Digest Press)

2001 - Tony Hillerman, Seldom Disappointed: A Memoir (HarperCollins)
- Max Allan Collins, The History of the Mystery (Collector's Press)
- G. Miki Hayden, Writing the Mystery: A Start-To-Finish Guide for Both Novice and Professional (Intrigue Press)
- Jeffrey Marks, Who Was That Lady? (Delphi Books)
- The Sisters Wells, Food, Drink, and the Female Sleuth (Authors Choice Press/iUniverse.com)

2000 - Jim Huang (editor), 100 Favorite Mysteries of the Century (Crum Creek Press)
- Marvin Lachman (editor), The American Regional Mystery
- Matthew Bunson, The Complete Christie (Pocket)
- Helen Windrath (editor), They Wrote the Book
- Martha Dubose (editor), Women of Mystery

1999 - Daniel Stashower, Teller of Tales: the Life of Arthur Conan Doyle (Henry Holt & Company)
- Kate Derie, The Deadly Directory (Deadly Serious Press)
- Jo Grossman and Robert Weibezahl, A Taste of Murder: Diabolically Delicious Recipes from Contemporary Mystery Writers (Poisoned Pen Press)
- Willetta L. Heising, Detecting Women III (Purple Moon Press)
- Rosemary Herbert, The Oxford Companion to Crime and Mystery Writing (Oxford University Press)

1998 - Alzina Stone Dale, Mystery Reader's Walking Guide to Washington D.C. (Passport Books)
- Edward Gorman and Martin H. Greenberg, Speaking of Murder (Berkley)
- Jan Grape, Dean James and Ellen Nehr, Deadly Women (Carroll & Graf)
- Victoria Nichols and Susan Thompson, Silk Stalkings II (Scarecrow)
- Jean Swanson and Dean James, Killer Books (Berkley)

1997 - Willeta L. Heising, Detecting Men (Pocket Guide) (Purple Moon Press)
- Nina King and Robin Winks, Crimes of the Scene (St. Martin's)
- Ian Ousby, Guilty Parties (Thames & Hudson)

1996 - Willetta L. Heising, Detecting Women 2 (Purple Moon Press)
- Elaine Raco Chase and Anne Wingate, Amateur Detectives: A Writer's Guide to How Private Citizens Solve Criminal Cases (Writer's Digest)
- Ron Miller, Mystery: A Celebration (KQED Books)
- Barbara Reynolds (editor), The Letters of Dorothy L. Sayers: The Making of a Detective Novelist (St. Martin's Minotaur)
- Jean Swanson and Dean James, By a Woman's Hand, 2ª ed. (Berkley Publishing Group)

1995 - Alzina Stone Dale, Mystery Readers Walking Guide-Chicago (Passport Books, NTC Publishing Group)
- Douglas Greene Ngaio, John Dickson Carr: the Man Who Explained Miracles
- B.J. Rahn, Marsh: the Woman and Her Work
- Kate Stine, The Armchair Detective Book of Lists, 2ª ed.
- Robin Whiteman, The Cadfael Companion', 2ª ed.

1994 - Jean Swanson and Dean James, By a Woman's Hand (Berkley Publishing Group)
- William L. DeAndrea, Encyclopedia Mysteriosa
- Allen J. Hubin, Crime Fiction II
- Kathleen Gregory Klein, Great Women Mystery Writers
- Charlotte MacLeod, Had She But Known: Mary Roberts Rinehart

1993 - Barbara D'Amato, The Doctor, the Murder, the Mystery (Noble Press)
- Alzina Stone Dale, Dorothy L. Sayers
- Michael C. Gerald, The Poisonous Pen of Agatha Christie
- Edward Gorman, The Fine Art of Murder
- Marvin Lachman, A Reader's Guide to the American Novel of Detection
- Ellen A. Nehr, The Doubleday Crime Club Compendium 1928-91

### Melhor conto
- 2008 - The Night Things Changed por Dana Cameron Wolfsbane & Mistletoe (Penguin Group)
- 2007 - A Rat's Tale por Donna Andrews Ellery Queen Mystery Magazine
- 2006 - Sleeping with the Plush por Toni Kelner Alfred Hitchcock's Mystery Magazine
- 2005 - Driven to Distraction por Marcia Talley-Chesapeake Crimes II, Quiet Storm Publishing
- 2004 - Wedding Knife por Elaine Viets (Chesapeake Crimes, Coordinating Editor: Donna Andrews, Quiet Storm Publishing)
- 2003 - No Man’s Land por Elizabeth Foxwell em Blood On Their Hands (Berkley Prime Crime)
- 2002 - The Dog That Didn't Bark por Margaret Maron, Ellery Queen's Mystery Magazine, dezembro de 2002 e Too Many Cooks por Marcia Talley, Much Ado About Murder, editado por Anne Perry (Berkley Prime Crime)
- 2001 - The Would-Be-Widower por Katherine Hall Page, Malice Domestic X (Avon Books)
- 2000 - The Man in the Civil Suit por Jan Burke, Malice Domestic 9 (Avon Books)
- 1999 - Out of Africa por Nancy Pickard, Mom, Apple Pie, and Murder (Berkley Publishing Group)
- 1998 - Of Course You Know That Chocolate Is A Vegetable por Barbara D’Amato, Ellery Queen's Mystery Magazine, November 1998
- 1997 - Tea for Two por M.D. Lake, Funnybones (Penguin)
- 1996 - Accidents Will Happen por Carolyn Wheat, Malice Domestic 5 (Pocket)
- 1995 - The Dog Who Remembered Too Much por Elizabeth Daniels Squire, Malice Domestic 4 (Pocket)
- 1994 - The Family Jewels por Dorothy Cannell, Malice Domestic 3 (Pocket)
- 1993 - Kim's Game por M.D. Lake, Malice Domestic 2 (Pocket)
- 1992 - Nice Gorilla por Aaron e Charlotte Elkins, Malice Domestic 1 (Pocket)
- 1991 - Deborah's Judgment por Margaret Maron, A Woman's Eye (Delacourte Press)
- 1990 - Too Much To Bare por Joan Hess, Sisters in Crime 2 (Berkley Publishing Group)
- 1989 - A Wee Doch And Doris por Sharyn McCrumb, Mistletoe Mysteries (Mysterious Press )
- 1988 - More Final Than Divorce por Robert Barnard, Ellery Queen's Mystery Magazine

### Melhor ficção infanto-juvenil
- 2006 - Pea Soup Poisonings por Nancy Means Wright (Hilliard & Harris)
- 2005 - Down the Rabbit Hole por Peter Abrahams, HarperCollins Publishers e Flush por Carl Hiaasen (Alfred A. Knopf)
- 2004 - Chasing Vermeer por Blue Balliett (Scholastic Press)
- 2003 - The 7th Knot por Kathleen Karr (Marshall Cavendish)
- 2002 - Red Card: A Zeke Armstrong Mystery (The Zeke Armstrong Mysteries, 1) por Daniel J. Hale & Matthew LaBrot (Top Publications)
- 2001 - Mystery Of The Haunted Caves: A Troop 13 Mystery por Penny Warner (Meadowbrook Press)

### Prêmios especiais

#### Malice Domestic Award for Lifetime Achievement
- 2007 - Carolyn Hart
- 2005 - H.R.F. Keating
- 2004 - Marian Babson
- 2003 - Barbara Mertz (Elizabeth Peters), e Barbara Michaels
- 2002 - Tony Hillerman
- 2001 - Mildred Wirt Benson
- 2000 - Dick Francis
- 1999 - Patricia Moyes
- 1998 - Charlotte MacLeod
- 1997 - Emma Lathen
- 1996 - Mary Stewart
- 1994 - Mignon G. Eberhart
- 1990 - Phyllis A. Whitney

#### Malice Domestic Poirot Award
- 2009 - William Link
- 2008 - Kate Stine e Brian Skupin, da editora Mystery Scene Magazine
- 2007 - Janet Hutchings, editor da  Ellery Queen's Mystery Magazine, e Linda Landrigan, editora da Alfred Hitchcock's Mystery Magazine
- 2005 - Douglas Greene, da editora Crippen & Landru Press
- 2004 - Angela Lansbury
- 2003 - Ruth Cavin, editora de Thomas Dunne Books
- 2002 - David Suchet